# 竹中三佳 (モデル)
竹中三佳（たけなか みか、1980年3月3日 - ）は、ホリプロ所属のモデル、リポーター。福岡県出身。

## 人物
2003年、「ロッテリア ピュアバーガーイメージガールコンテスト」でグランプリを受賞。
スキーブランドphenixの初代アウトドアイメージキャラクターとなる。
その後、2006年から放送されたNHK総合『探検ロマン世界遺産』にレギュラーリポーターとして出演したのを皮切りに、テレビの情報番組を中心にさまざまな番組に出演。
2011年、アミューズからホリプロ（アナウンサーズプロモーション）に移籍。

## 出演

### バラエティ番組
- 探検ロマン世界遺産（NHK総合、2006年 - 2009年）リポーター
- スッキリ!!（日本テレビ、2006年 - 2008年10月31日）「スッキリ!!ナビ」リポーター
- 週刊!健康カレンダー カラダのキモチ（中部日本放送制作・TBS系、2008年5月11日 - 2009年）カラダのキモチ調査隊
- 女神のマルシェ（日本テレビ）レギュラープレゼンテーター
- ザ・データマン 〜スポーツの真実は数字にあり〜（NHK BS1、2013年 - ）MC
- よじごじDays (2018年4月27日 - 、テレビ東京) 中継リポーター
- TBSジャャスト　「ロッテリアピュアバーガーグランプリ特集」（2002年　8月放送）
- NHKミクロワールドスペシャル「顕微鏡でせまる田園の四季」（2005年12月放送）NHK海の日特集
- 「青い惑星海の大紀行　氷の海から太平洋を縦断する」（2007年7月放送）
- NHKプレミアム１０「プロが選ぶ！　世界遺産ベスト３0」（2007年8月放送）朝日放送「北欧デンマークを訪ねて　究極のねむりを探す旅」（2008年11月放送）テレビTOKYO「FILM FACTORY」サンプラザ中野くん監督「ふぐ」（2008年11月放送）
- NHKデジタルラジオ動画「愛しのフラワーアレンジメント」MC全10回（2008年11月～放送）
- BS朝日「美酒わいわい」レギュラーアシスタント MCアシスタント（2012年4月～2013年3月）
- 千葉テレビ/テレビ埼玉/FOXTV「ガールズハッピーチャンネル」レギュラープレゼンター（2013年12月～現在放送中）
- J:COM TV「キレイを叶える！小椋ケンイチ教授の美的大学」レギュラーアシスタント（2016年～2017年）
- BS12/J:COM「大人旅スタイル」レギュラー旅人（2016年～2018年）

### ラジオ
- サンプラザ中野くんのDO☆NIGHT（文化放送）カラハリモニター
- ミスDJリクエストパレード〜8116サンデー（サタデー）アップ!（文化放送、2016年10月 - ）- 中継リポーター
- 坂本慎太郎のデイトレ・オンライン（ラジオNIKKEI第1放送 毎週金曜 16:20～16:40、2017年10月6日 - 2018年2月23日）MC